# Herbert Matter
Pour les articles homonymes, voir Matter.
Herbert Matter né le 25 avril 1907 à Engelberg (Suisse) et mort le 8 mai 1984 à Southampton (État de New York) est un photographe et graphiste américain d'origine suisse, connu pour son utilisation novatrice du photomontage dans la publicité.

## Biographie
Herbert Matter étudie la peinture à l'École des beaux-arts de Genève puis à l'Académie Moderne de Paris sous la tutelle de Fernand Léger et d'Amédée Ozenfant.
À partir de 1929, il travaille avec l'affichiste Cassandre, avec l'architecte Le Corbusier et est embauché par l'éditeur et imprimeur Deberney & Peignot. En 1932, il est expulsé de France et retourne en Suisse à Zurich où il réalise notamment des affiches pour l'Office du tourisme suisse. Ces affiches sont immédiatement reconnues dans le monde pour leur design novateur mêlant photomontage et typographie.
En 1936, il est invité aux États-Unis avec une troupe de danse et décide finalement de rester à New York. Il y rencontre Alexey Brodovitch, le directeur artistique de Harper's Bazaar et réalise des photos pour cette revue, pour Vogue et pour des agences publicitaires. Au cours de la Seconde Guerre mondiale, il réalise plusieurs affiches de propagande pour l'armée américaine.
En 1946, après avoir travaillé avec Charles et Ray Eames, Matter commence à collaborer avec le fabricant américain de mobilier Knoll pour qui il réalisera l'identité graphique et le logo. De 1952 à 1976, il est professeur de photographie et de design graphique à l'université Yale et de 1958 à 1968 il travaille comme consultant pour le musée Solomon R. Guggenheim de New York et le musée des Beaux-Arts de Houston.
Au cours de sa vie, Matter est resté proche des avant-gardes. Parmi ses amis, il compte Jackson Pollock, Willem de Kooning, Franz Kline, Philip Guston, Alberto Giacometti qu'il photographie et Alexander Calder auquel il consacre deux films, Sculptures and Constructions en 1944 et Works of Calder en 1950.

## Son œuvre
En tant qu'affichiste, le travail de Matter se caractérise par une utilisation novatrice du photomontage. Ses créations pour l'Office du tourisme suisse mélangent des photographies de visages jeunes et attrayants, des photographies des Alpes suisses, des symboles de la Suisse — comme la croix rouge — et des éléments typographiques.
En tant que photographe, Matter privilégie une approche visuelle et utilise des techniques comme le travail du négatif, la photographie infrarouge, le collage, la retouche… Il photographie également les œuvres de nombreux artistes contemporains.
Certaines des créations d'Herbert Matter font partie des collections du Museum of Modern Art de New York.

## Réalisation marquantes

### Design et graphisme
- Série de posters pour l'Office du tourisme suisse (1932-1936).
- Identité visuelle et logo de la marque de mobilier Knoll.
- Logo de NH railroad (1954).

### Livres
- Herbert Matter, Alberto Giacometti photographié par Herbert Matter, Paris, Gallimard, coll. « Livre d'Art », 1988, 223 p. (ISBN 2-07-011135-0).
- (en) Herbert Matter, Herbert Matter, Baden, Lars Muller Publishers, 2001, 126 p. (ISBN 3-907044-01-0).
- (en) Herbert Matter, Calder by Matter, éditions Cahiers d'Art, 2013, 328 p.  (ISBN 978-2-85117-101-6).